# Precious Pupp
Precious Pupp è una serie televisiva animata statunitense del 1965, creata da William Hanna e Joseph Barbera.
Semento di The Atom Ant/Secret Squirrel Show, la serie è stata trasmessa per la prima volta negli Stati Uniti su NBC dal 2 ottobre 1965 al 7 settembre 1967, per un totale di 20 episodi ripartiti su due stagioni. In Italia è stata trasmessa sulle televisioni locali dal 5 aprile 1981.

## Trama
Il protagonista è un cane apparentemente mite e sornione di una vecchia motociclista. In realtà è molto dispettoso e, quando l'ignara donna non vede, tira brutti scherzi al vicinato, facendola sempre franca. Non parla ma sghignazza con la tipica risata che sarà poi segno caratteristico del personaggio di Muttley.

## Episodi
1. Precious Jewels
2. Doggone Dognapper
3. Bites and Gripes
4. Queen of the Road
5. Crook Out Cook Out
6. Next of Kin
7. Bowling Pinned
8. Poodle Pandemonium
9. Dog Tracks
10. Sub-Marooned
11. Lady Bugged
12. Test in the West
13. Bones And Groans
14. Girl Whirl
15. Butterfly Nut
16. Precious Bone
17. The Bird Watcher
18. Dog Trained
19. Oliver Twisted
20. Pup Skip and Jump
21. A Grapple for the Teacher
22. Pot Time Work
23. A Fiend In Need
24. Ski Sickness
25. Mascot Massacre
26. A.M. Mayhem

## Personaggi e doppiatori
- Precious Pupp, voce originale di Don Messick, italiana di Roberto Del Giudice.
- Nonna, voce originale di Janet Waldo, italiana di Clara Bindi e Isa Barzizza.